# Evi Strehl

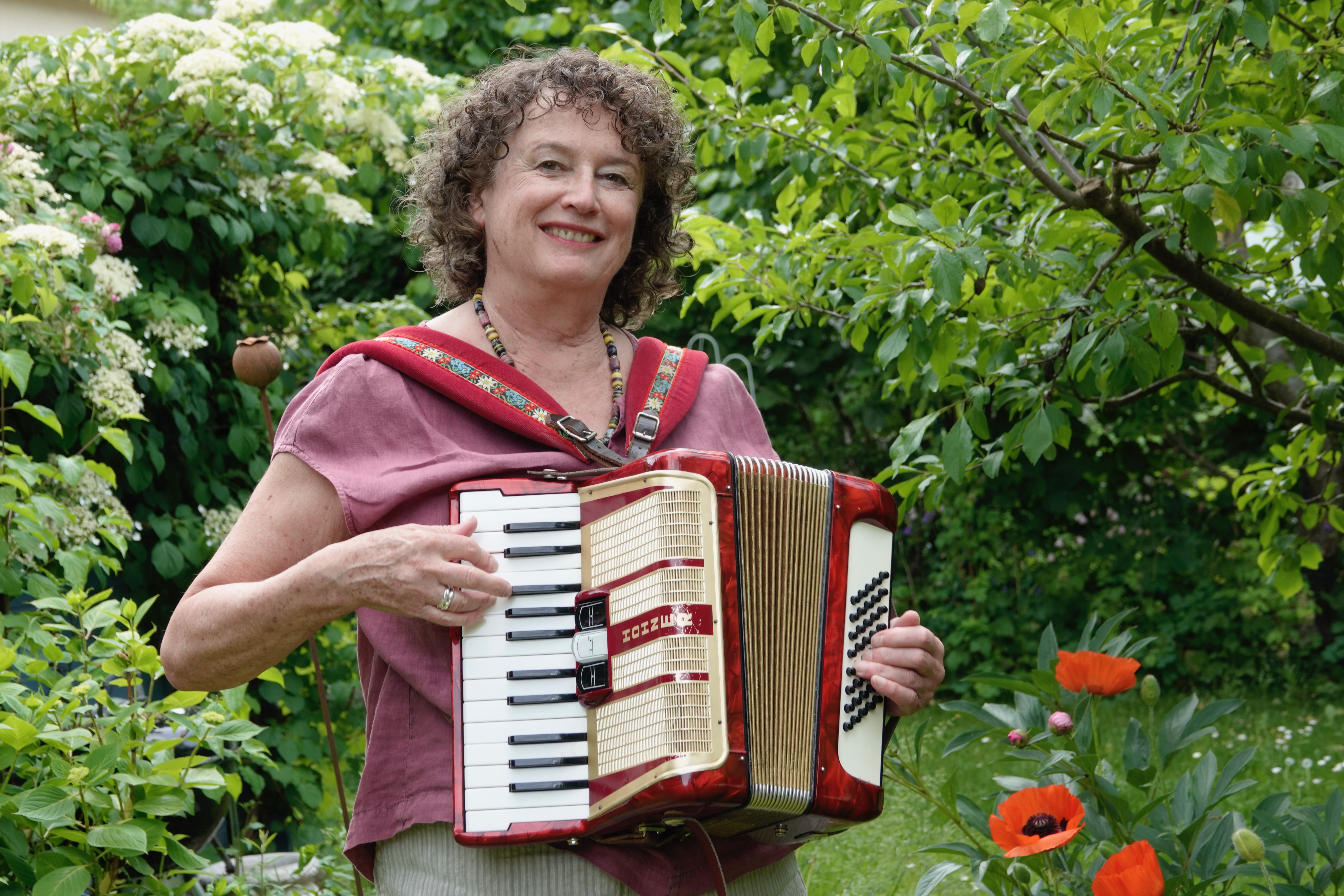
Evi Strehl 2025

Evi Strehl (* 22. Mai 1958) ist eine Heimatpflegerin aus dem Landkreis Amberg-Sulzbach und Trägerin des Bundesverdienstkreuzes am Bande.

## Beruflicher Werdegang
Ab Anfang der 1990er-Jahre moderierte Strehl bis 2003 als freie Mitarbeiterin zahlreiche Sendungen auf Bayern 1. Seit 2003 war Strehl Leiterin der Abteilung Volksmusik beim Bayerischen Rundfunk. Mit einem Team von fünf festen und unzähligen freien Mitarbeitern war Strehl Ansprechpartnerin für sämtliche Fachfragen zum Thema Volksmusik im Münchner Funkhaus. Die Moderation von Radiosendungen, Live-Übertragungen und Musikantentreffen gehörten auch zu ihren Aufgaben.
Strehl war verantwortlich für die Programmentwicklung Volksmusik des seit September 2008 existierenden BR-Digitalprogramms Bayern plus. Ab 2009 moderierte Strehl dort die Volksmusiksendung Daheim – Volksmusik aus Bayern und den Nachbarländern.
Ab dem Sendestart von BR Heimat im Februar 2015 war sie bis zu ihrer Verrentung im Jahr 2023 dort als Redakteurin aktiv.

## Wirken
Im Jahre 1992 beriefen Hans Wagner und der Kreistag sie offiziell zur Kreisheimatpflegerin des Landkreises Amberg-Sulzbach für die Bereiche Volksmusik, Bräuche, Mundart, Tanz und Trachten. In dieser Funktion brachte sie in den 1990er-Jahren vor allem Jugendlichen überliefertes Liedgut und althergebrachte Tänze bei. Dieses Ehrenamt füllte sie bis zum Jahr 2003 aus.
Evi Strehl hat mehrere Musik- und Gesangsgruppen gegründet und das Kirchweih-Brauchtum gefördert.

## Auszeichnungen
Im Jahre 1995 erhielt Strehl beim „Tag der Volksmusik“ in Kloster Banz den Ehrenpreis der Hanns-Seidel-Stiftung. Ehrenpreise vergibt die Stiftung aus den Erträgen des Vermächtnisses des Stifterehepaares Wutz für die „besonderen Verdienste in der Volksmusik-Jugendarbeit“.
Im Herbst 2006 wurde sie von Kultusminister Thomas Goppel mit dem Bundesverdienstkreuz am Bande ausgezeichnet. Damit sollte Strehls Engagement für „zeitgemäße Heimat- und Brauchtumspflege“ gewürdigt werden.
2023 wurde Evi Strehl mit der Ehrenmedaille für ihre Verdienste um die Volkskultur in München, für ihr überzeugendes Engagement als Sängerin, Musikantin, Netzwerkerin und Moderatorin in der Volksmusik ausgezeichnet.